# Caproni Ca.18
Le Caproni Ca.18, était un avion de reconnaissance et d'observation monomoteur, biplace et monoplan développé par la société aéronautique italienne Caproni dans les années 1910.
Employé par le service aéronautique de l'armée royale au début de la Première Guerre mondiale, il est affecté à la 15e escadrille de reconnaissance et de combat, la première à être équipé d'avions conçues et produits en Italie.

## Histoire
Conçu par Giovanni Battista "Gianni" Caproni, il dérive de la famille des monoplans Ca.8 à Ca.16 développés entre 1911 et 1912.
Le Ca.18 participa au premier concours militaire italien qui se tint début 1913, mais l'avion ne reçut aucune commande. Par la suite, après la nationalisation des usines Caproni à l'été 1913, un lot de ces appareils fut commandé, qui alla équiper la 15e escadrille.
Le développement du Ca.18 s'est poursuivi avec d'autres modèles qui étaient des variantes de la version originale : Ca.19, Ca.20, Ca.24, Ca.25. Parmi ceux-ci, la variante la plus significative est le Ca.20, un prototype d'avion de chasse.

## Description
Le Caproni Ca.18 était un monoplan biplace monomoteur avec une configuration moderne, avec une hélice tractrice et un empennage.
Comme tous ses prédécesseurs, le Ca.18 se caractérisait par une structure entièrement en bois recouverte de toile. Le fuselage, équipé d'un seul cockpit ouvert, avait des hublots latéraux pour faciliter la vue du pilote vers le bas, l'appareil étant destiné à l'observation aérienne.
A l'arrière, le fuselage se terminait par une queue classique équipée d'une petite dérive entièrement mobile et de plans horizontaux semi-cantilever.
L'aile était à mi-hauteur du fuselage, soutenue par une structure pyramidale en fil d'acier qui la reliaient à un mât placé au-dessus du fuselage. L'adoption d'un joint à baïonnette permettait un démontage et un remontage simple et rapide des ailes.
Le train d'atterrissage était fixe, équipé de grandes roues à rayons. À l'arrière une structure placée sous la partie médiane de la poutre de queue servait de support au patin de queue.
La motorisation a été confiée à un moteur rotatif Gnome Lambda de fabrication française capable de développer une puissance de 80 ch (59 kW).

## Utilisation opérationnelle
Le Ca.18 a été introduit au début de la Première Guerre mondiale, affecté à la 15e escadrille du service aéronautique (Servizio Aeronautico del Regio Esercito (it)), un département placé sous le commandement de l'armée royale italienne, le premier à utiliser des avions de conception et de construction entièrement nationaux.
L'unité, basée à Plaisance, a opéré avec six exemplaires effectuant des missions d'observation aérienne en collaboration avec les services d'artillerie.

## Variantes
- Le Caproni Ca.18 : Le seul exemplaire survivant, portant le numéro de série CA-231, est actuellement exposé au Volandia Flight Park and Museum à Somma Lombardo, dans la province de Varèse (Italie).
- Le Caproni Ca.20 : Prototype d'avion de chasse dérivé du Ca.18 construit à un seul exemplaire, il se distinguait par un capot moteur rotatif très arrondi percé pour permettre le refroidissement du moteur et améliorer l'aérodynamisme. Une mitrailleuse Lewis Mark I était installée au-dessus du pilote, placée au-dessus du disque d'hélice, avec un viseur au niveau des yeux. L'avion n'a pas rencontré l'intérêt des autorités militaires italiennes. L'unique exemplaire produit se trouve au musée de l'air de Seattle (États-Unis).

Les Caproni Ca.18 et 20
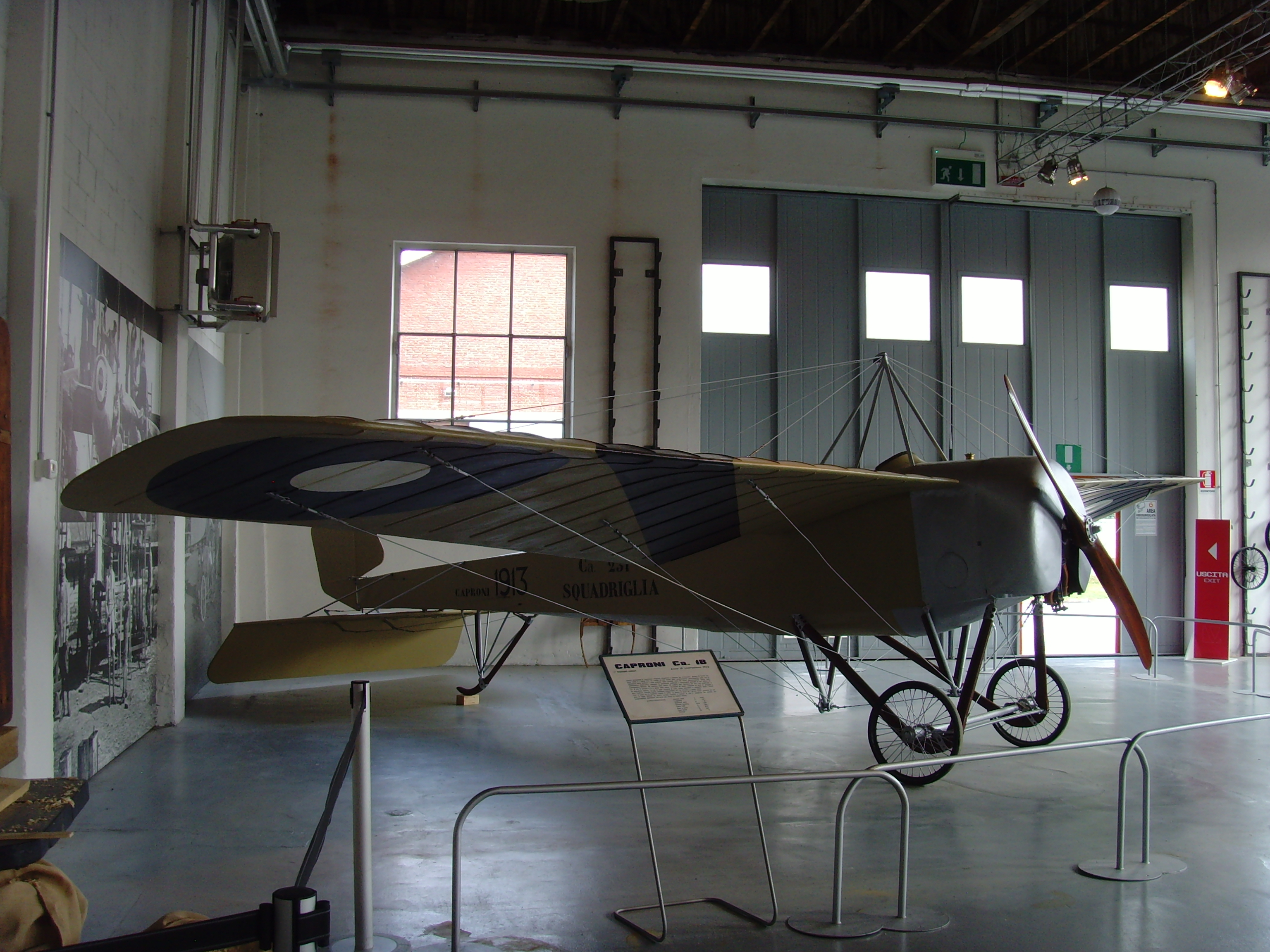
Le Ca.18 au musée de l'air de Volandia (Aéroport de Milan Malpensa).
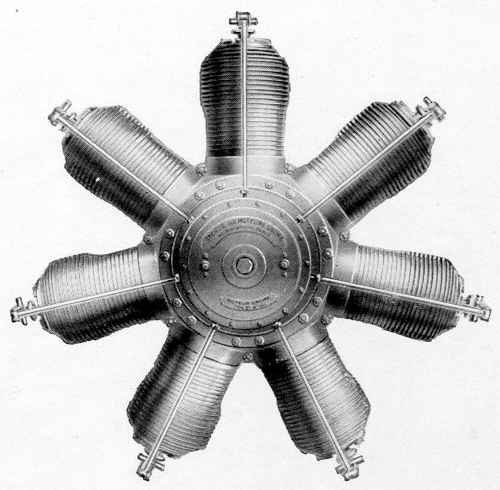
Le 7 cylindres en étoile équipant les Ca.18 et 20.
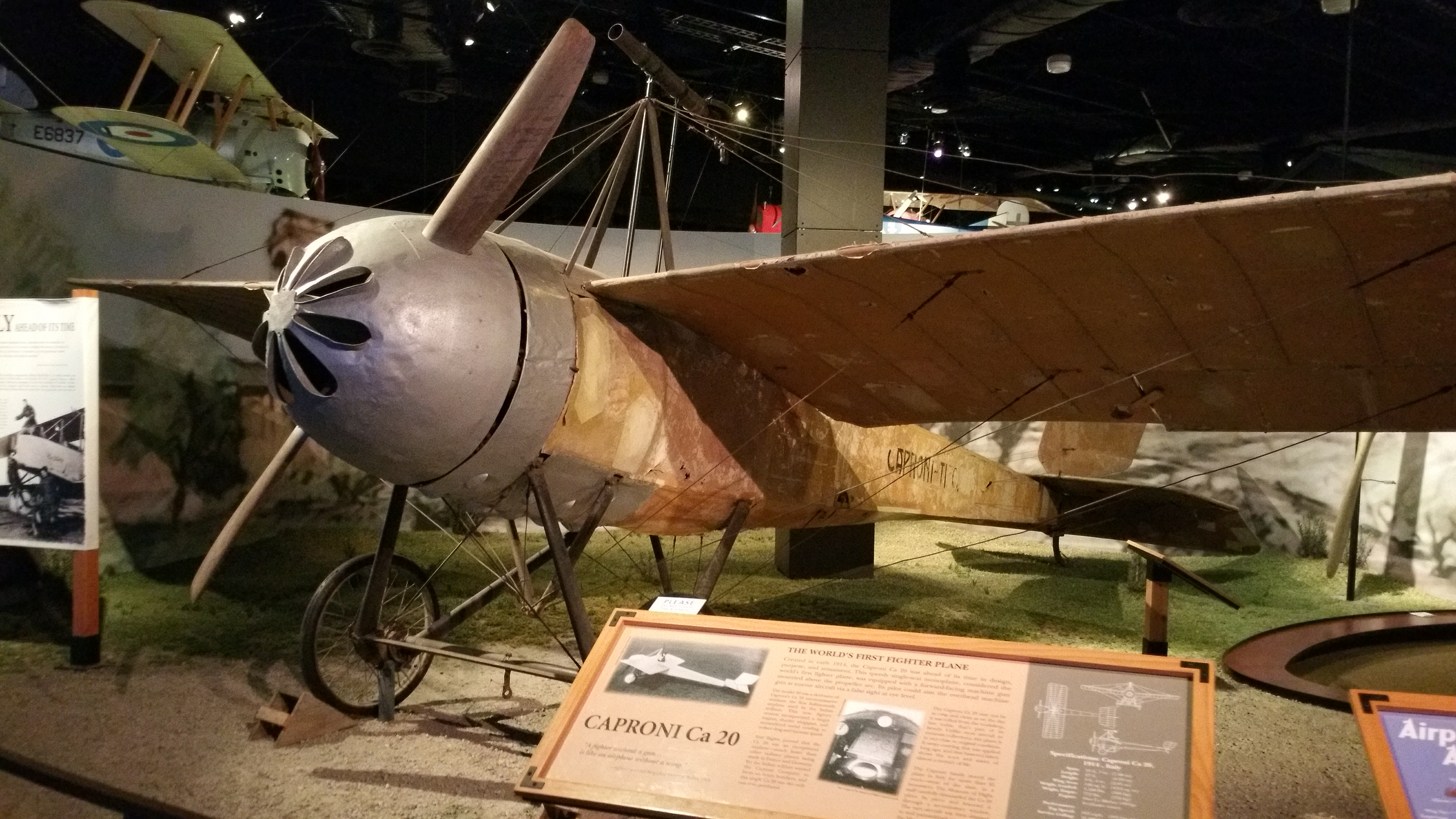
L'unique exemplaire du Ca.20 au musée de l'air de Seattle.